# Israelische Badmintonmeisterschaft 1985
Die Israelische Badmintonmeisterschaft 1985 war die neunte Austragung der nationalen Titelkämpfe von Israel im Badminton.

## Finalresultate
| Disziplin    | Sieger                    | Finalist                   | Ergebnis          |
| ------------ | ------------------------- | -------------------------- | ----------------- |
| Herreneinzel | Reuven Moses              | Nissim Duk                 | 15-12, 15-11      |
| Dameneinzel  | Bruria Serrouya           | Aliza Moses                | 11-5, 11-1        |
| Herrendoppel | Reuven Moses Victor Yusim | M. Sabag Amir Moses        | 18-13, 18-16      |
| Mixed        | Reuven Moses Aliza Moses  | Nissim Duk Bruria Serrouya | 15-5, 12-15, 15-6 |